# Condado de Watauga
El condado de Watauga (en inglés: Watauga County, North Carolina), fundado en 1849, es uno de los 100 condados del estado estadounidense de Carolina del Norte. En el año 2000 tenía una población de 42 695 habitantes con una densidad poblacional de 53 personas por km². La sede del condado es Boone.

## Geografía
Según la Oficina del Censo, el condado tiene un área total de 811 km² (313,1 mi²), de la cual 811 km² (313,1 mi²) es tierra y 0 km² (0 mi²) es agua.

### Municipios
El condado se divide en quince municipios: Municipio de Bald Mountain, Municipio de Beaverdam, Municipio de Blowing Rock, Municipio de Blue Ridge, Municipio de Boone, Municipio de Brushy Fork, Municipio de Cove Creek, Municipio de Elk, Municipio de Laurel Creek, Municipio de Meat Camp, Municipio de New River, Municipio de North Fork, Municipio de Shawneehaw, Municipio de Stony Fork y Municipio de Watauga.

### Condados adyacentes
- Condado de Ashe noreste
- Condado de Wilkes este
- Condado de Caldwell sur
- Condado de Avery suroeste
- Condado de Johnson noroeste

## Demografía
En el 2000 la renta per cápita promedia del condado era de $32 611, y el ingreso promedio para una familia era de $45 508. El ingreso per cápita para el condado era de $17 258. En 2000 los hombres tenían un ingreso per cápita de $29 135 contra $22 006 para las mujeres. Alrededor del 17,90% de la población estaba bajo el umbral de pobreza nacional.

## Lugares

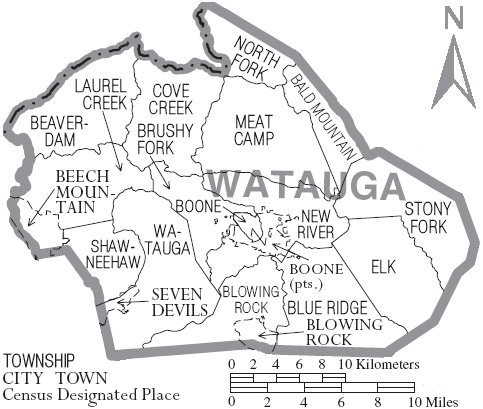
Mapa del Condado de Watauga en Carolina del Norte con sus municipios

### Ciudades y pueblos
- Beech Mountain
- Blowing Rock
- Boone
- Seven Devils

### Comunidades no Incorporadas
- Deep Gap
- Sugar Grove
- Valle Crucis
- Zionville
- Foscoe